# Uperodon variegatus
Uperodon variegatus ist ein in Indien und Sri Lanka verbreiteter Froschlurch aus der Familie der Engmaulfrösche (Microhylidae).

## Beschreibung
Uperodon variegatus ist ein kleiner Engmaulfrosch von weniger als 40 Millimetern Länge. Seine Grundfarbe ist braun, mit heller Marmorierung auf dem Rücken und unregelmäßigen Flecken an den Flanken. Das Kinn und der Hals können braun gepunktet sein, der Bauch ist jedoch weiß und ohne Zeichnung. Die Haut weist nur wenige verstreute kleine Warzen an den Seiten und am Bauch auf. Die Männchen von Uperodon variegatus haben eine einzelne kehlständige große Schallblase, die braun gepunktet sein kann. Der Abstand der Augen zueinander ist etwas größer als die Breite eines Auges. Die Zehen sind lang und mit verdickten Enden, die annähernd doppelt so breit wie das vorletzte Gelenk sind und dreieckige Haftscheiben aufweisen. Die Zehen sind nur mit Ansätzen von Schwimmhäuten ausgestattet, an den Füßen befinden sich jeweils ein innerer stark und ausgeprägter ein äußerer unauffälliger Fersenhöcker. Die Fußgelenke erreichen bei an den Körper angelegten Hinterbeinen die Schultern.
Uperodon variegatus ist von den sehr ähnlichen Arten Uperodon montana und Uperodon triangularis durch den rein weißen Bauch zu unterscheiden.
Die Kaulquappen sind braun oder grau mit kleinen schwarzen und gelegentlich einem blauen Punkt auf beiden Flanken. Sie leben am Gewässergrund und schließen ihre Metamorphose innerhalb eines Monats ab.

## Verbreitung

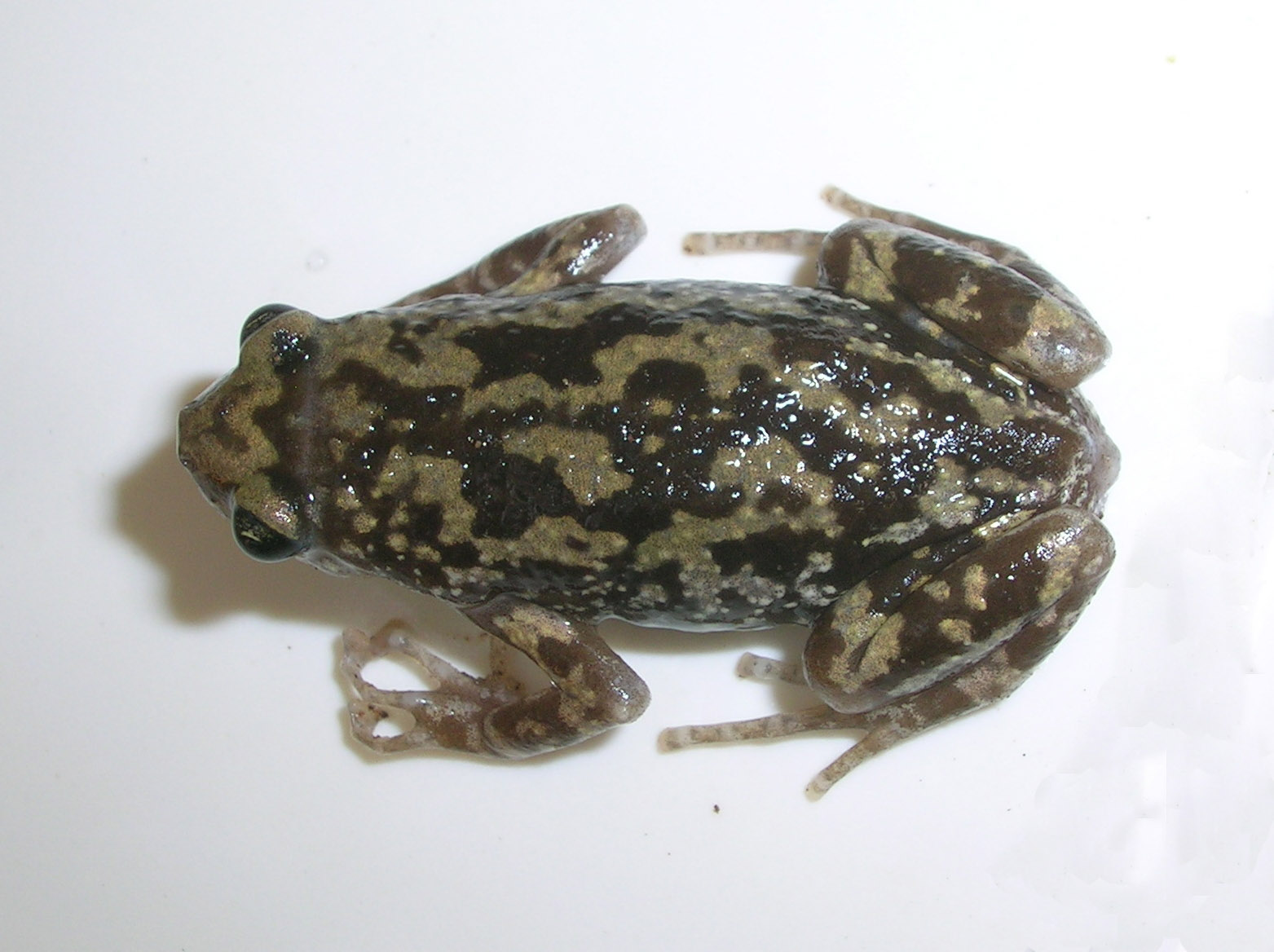
Uperodon variegatus

Die Terra typica ist der Erstbeschreibung der Art zufolge die Stadt Eluru im Distrikt West Godavari des indischen Bundesstaats Andhra Pradesh (16° 42′ N, 81° 6′ O).
Die Verbreitung von Uperodon variegatus erstreckt sich über fast den gesamten indischen Subkontinent, mit Nachweisen aus Tamil Nadu, Kerala, Karnataka, Andhra Pradesh, Madhya Pradesh, Orissa und Westbengalen sowie Sri Lanka. Dabei werden Gebiete bis zu einer Höhe von 1000 Metern über dem Meeresspiegel besiedelt. Über die Häufigkeit gibt es unterschiedliche Angaben; während einige Autoren die Art als selten betrachten, wird sie von anderen als häufig vorkommend beschrieben. Die Weltnaturschutzunion IUCN ging nach einer Bewertung im Jahr 2004 von einem großen Bestand aus und bezeichnete die Art als lokal häufig.
In einer Untersuchung der bevorzugten Habitate einiger Arten von Froschlurchen in Bundesstaat Orissa konnte festgestellt werden, dass Uperodon variegatus im Untersuchungsgebiet lediglich in bewässerten Reisfeldern und sehr selten in dörflicher Umgebung, nicht jedoch in unbewässerten Reisfeldern, im Wald oder in der Stadt anzutreffen war. Die Art wurde als Habitatspezialist eingestuft. Demgegenüber vertritt die IUCN die Auffassung, dass Uperodon variegatus ein breites Spektrum von Habitaten besiedelt.

## Lebensweise

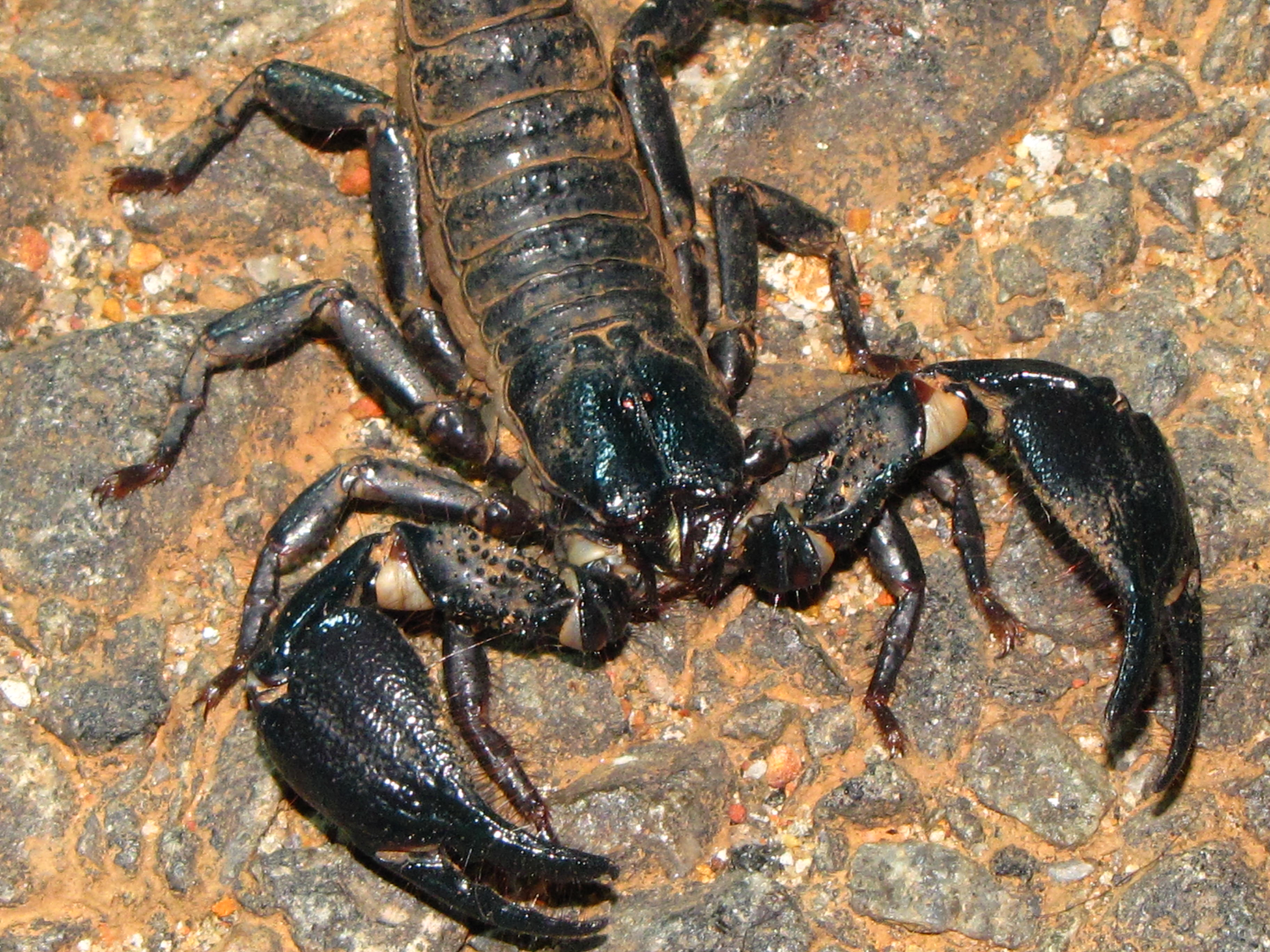
Skorpion der Gattung Heterometrus

Uperodon variegatus wird häufig in den Nestern von Termiten angetroffen, daher wird er in Indien auch termite nest frog genannt. Die Art wird ebenfalls häufig unter Steinen oder Totholz eingegraben vorgefunden. Dort findet man sie gelegentlich in den bewohnten Bauten von Skorpionen der Gattung Heterometrus, in der Literatur werden Heterometrus fulvipes und Heterometrus tristis erwähnt, in denen sie Unterschlupf suchen. Sie laufen bei Störungen unbehelligt über die um ein Mehrfaches größeren Skorpione hinweg, wenn die Skorpione über sie selbst hinweglaufen erstarren sie kurzzeitig. Bei einer Reizung der Haut wird ein zähes milchiges Sekret abgesondert, von dem angenommen wird, dass es die Froschlurche vor Übergriffen der Skorpione schützt.
In weichem Boden gräbt Uperodon variegatus sich bisweilen selbst ein, aber nur so tief, dass die Nase über der Erde bleibt. Das wird darauf zurückgeführt, dass im Normalfall Deckung unter Steinen gesucht wird. Ein tiefes Eingraben ist somit nicht nötig. Wo die Art bewässerte Reisfelder bewohnt, gräbt sie sich in die Erdwälle ein, mit denen die Parzellen der Reisfelder voneinander abgegrenzt sind. Uperodon variegatus gilt als ein guter Kletterer, der sich mithilfe der Haftscheiben an seinen Zehen auch an senkrechten Oberflächen hochbewegen kann.
Die Lebensweise von Uperodon variegatus ist nur schlecht erforscht. Seine Nahrung soll zu einem erheblichen Teil aus Termiten bestehen. Es wurde beobachtet, dass ein Exemplar von einem Gecko der Art Hemidactylus parvimaculatus erbeutet und gefressen worden ist. Tatsächlich dürfte die Art ein breites Nahrungsspektrum aufweisen und selbst zahlreiche Fressfeinde haben.
Die Paarungsrufe der geschlechtsreifen Männchen von Uperodon variegatus waren Gegenstand eingehender bioakustischer Untersuchungen, an denen auch der deutsche Zoologe Hans Schneider beteiligt war. Sie rufen üblicherweise in den Nächten nach starken Regenfällen in der Zeit von April bis Oktober. Die Rufe setzen zwischen 21:00 bis 21:30 Uhr und 3:00 Uhr ein und werden von den Männchen abgegeben während sie auf dem Wasser treiben. Der Paarungsruf kann einzeln erfolgen, der Regelfall ist jedoch eine Antiphonie im Zusammenspiel mit Konkurrenten. Ein Ruf dauert durchschnittlich etwa eineinhalb Minuten, von 30 Sekunden bis vier Minuten. Er besteht aus 18 bis 80 Lautgruppen von bis zu mehr als 100 einzelnen Lauten, wobei pro Sekunde etwa 370 Laute ausgestoßen werden. Eine einzelne Lautgruppe dauert durchschnittlich etwa 0,2 Sekunden und ist von einer etwa 0,9 Sekunden währenden Stille gefolgt. Am Beginn einer Lautgruppe ist die Lautstärke am höchsten, bleibt bis kurz vor ihrem Ende kaum verändert, und fällt dann rasch ab. Die Lautgruppen stellen sich als Harmonische mit einer Grundfrequenz von etwa 340 Hertz dar. Darin unterscheidet sich Uperodon variegatus von anderen Engmaulfröschen. Es ist möglich, die Art durch ihren Paarungsruf sicher zu identifizieren. Darin kann in einer Umgebung mit anderen rufenden Froschlurchen ein Vorteil für das Zusammenführen paarungswilliger Männchen und Weibchen einer Art bestehen.
Uperodon variegatus hat sich im Tierversuch im Vergleich zu anderen Froschlurchen als ausgesprochen salztolerant erwiesen. Auf 0,8 Prozent Salzgehalt verdünntes natürliches Meerwasser wurde gut vertragen.

## Gefährdung
Die Weltnaturschutzunion IUCN hat Uperodon variegatus im Jahr 2004 einer Bewertung unterzogen und die Art als ungefährdet („Least Concern“) eingestuft. Dabei wurde berücksichtigt, dass die Art ein großes Verbreitungsgebiet hat und eine große Zahl von Individuen aufweist. Sie besiedelte ein breites Spektrum von Habitaten und es sei kein Bestandsrückgang zu erwarten, der eine Einstufung in eine Gefährdungskategorie rechtfertige. Bestandsgefährdungen können durch Habitatverluste infolge menschlicher Eingriffe in die Landschaft und durch verschiedene Formen der Umweltverschmutzung eintreten.

## Systematik

### Äußere Systematik
2015 wurden die Ergebnisse einer umfassenden molekulargenetischen Untersuchung der Engmaulfrösche veröffentlicht. Die Gattung Kaloula wurde als paraphyletisch erkannt. Kaloula taprobanica und die bisherige Gattung Ramanella Rao & Ramanna, 1925 bilden mit der Gattung Uperodon Duméril & Bibron, 1841 eine Klade, so dass sie in der zuerst beschriebenen Gattung zusammengefasst wurden. Die Gattung Uperodon steht in der Unterfamilie der Microhylinae.

### Erstbeschreibung
Die Erstbeschreibung von Uperodon variegatus erfolgte durch Ferdinand Stoliczka im Jahr 1872 in einem Beitrag über indische Froschlurche, der in den Proceedings of the Asiatic Society of Bengal veröffentlicht wurde. Seine Beschreibung hatte zwei von William Thomas Blanford in Eluru gesammelte Exemplare als Grundlage. Eines dieser Exemplare gehörte der zoologischen Sammlung des Indian Museum in Kalkutta, das zweite befand sich in der privaten Sammlung Stoliczkas.

### Synonyme (Auswahl)
- Callula variegata Stoliczka, 1872: der ursprüngliche Name, aus der Erstbeschreibung von Ferdinand Stoliczka.
- Callula olivacea Günther, 1875: die Art wurde von Albert Günther 1875 nach zwei Exemplaren aus Malabar beschrieben.[19]
- Ramanella symbiotica Rao & Ramanna, 1925: diese Art wurde von C. R. Nayaran Rao und B. S. Ramanna als Typusart der neuen Gattung Ramanella beschrieben. Für die Erstbeschreibung lagen acht Exemplare aus dem heutigen Distrikt Bengaluru Urban im Bundesstaat Karnataka vor. Der Artname symbiotica, in der Erstbeschreibung mit der unabsichtlichen Falschschreibung symbioitca, bezieht sich auf die beobachtete Vergesellschaftung mit Skorpionen.[9]